# Erik Charpentier
Carl Erik Charpentier (Sölvesborg, Blekinge, 17 d'agost de 1895 – Lund, Comtat d'Escània, 17 de febrer de 1978) va ser un gimnasta artístic i atleta suec que va competir a començaments del segle xx.
El 1920 va prendre part en els Jocs Olímpics d'Anvers, on va guanyar la medalla d'or en el concurs per equips, sistema suec del programa de gimnàstica.
Com a atleta va competir en proves nacionals de salt d'alçada i el decatló.